# Zygospermella
Zygospermella is een geslacht van schimmels behorend tot de familie Lasiosphaeriaceae. De typesoort is Zygospermella setosa. Later is deze soort hernoemd naar Zygospermella insignis.

## Soorten
| Soortnaam                                         | Auteur(s)     | Publicatiejaar |
| ------------------------------------------------- | ------------- | -------------- |
| Zygospermella insignis (Holstaartflaconzwammetje) | (Mouton) Cain | 1935           |
| Zygospermella striata                             | N. Lundq.     | 1969           |